# Schizonycha lepidiota
Schizonycha lepidiota är en skalbaggsart som beskrevs av Moser 1914. Schizonycha lepidiota ingår i släktet Schizonycha och familjen Melolonthidae. Inga underarter finns listade i Catalogue of Life.